# Вільям де ла Рош
Вільям де ла Рош — барон Веліґості та Дамали в Ахейському князівстві та член родини де ла Рош, які були правлячими герцогами Афін.

## Життєпис
Точне походження Вільяма і його місце в родині де ла Рош невідомі. Карл Гопф, вчений 19-го століття, який вивчав франкську Грецію, припускав, що Вільям де ла Рош був братом другого герцога Афін, Ґі I де ла Роша. В той час вважали, що Ґі I де ла Рош був племінником засновника Афінського герцогства, Оттона де ла Рош. Пізніші дослідження встановили, що Ґі насправді був сином Отто, що залишило особистість Вільяма під питанням. Можливо, він справді був сином Понс де ла Роша, брата Отто, якого колись вважали батьком Ґі, або ж взагалі нащадком іншої родини.
Незалежно від його походження, у 1256 році Вільям став власником землі Веліґості (Miser Guglielmo de Villegorde в історії Марино Санудо) в Ахейському князівстві. Точний спосіб переходу місцевості до власності барона невідомий. Земля спочатку належала родині Монс, але, ймовірно, була передана Вільяму після того, як Матео Монс одружився з візантійською принцесою і покинув територію свого володіння. Гопф припускав, що Вільям одружився з сестрою Матео Монса. Вільям також був власником краю Дамали в Арґоліді, до складу якого не входили маєтки Аргос і Науплія, оскільки вони належали Ґі. Пізніше території Дамала і Веліґості об'єдналися.
У 1257-1258 роках Вільям де ла Рош брав участь у війні за спадок острова Евбея, ставши на бік ломбардських тріарків Евбея та Венеційської республіки проти його сюзерена, правителя Ґільйома II де Віллардуена. Незважаючи на перемогу у війні Ґільйома II, Вільяму де ла Рошу було дозволено зберегти його титул барона за мирною угодою до 1262 року.